# Высёлек-Любожицки

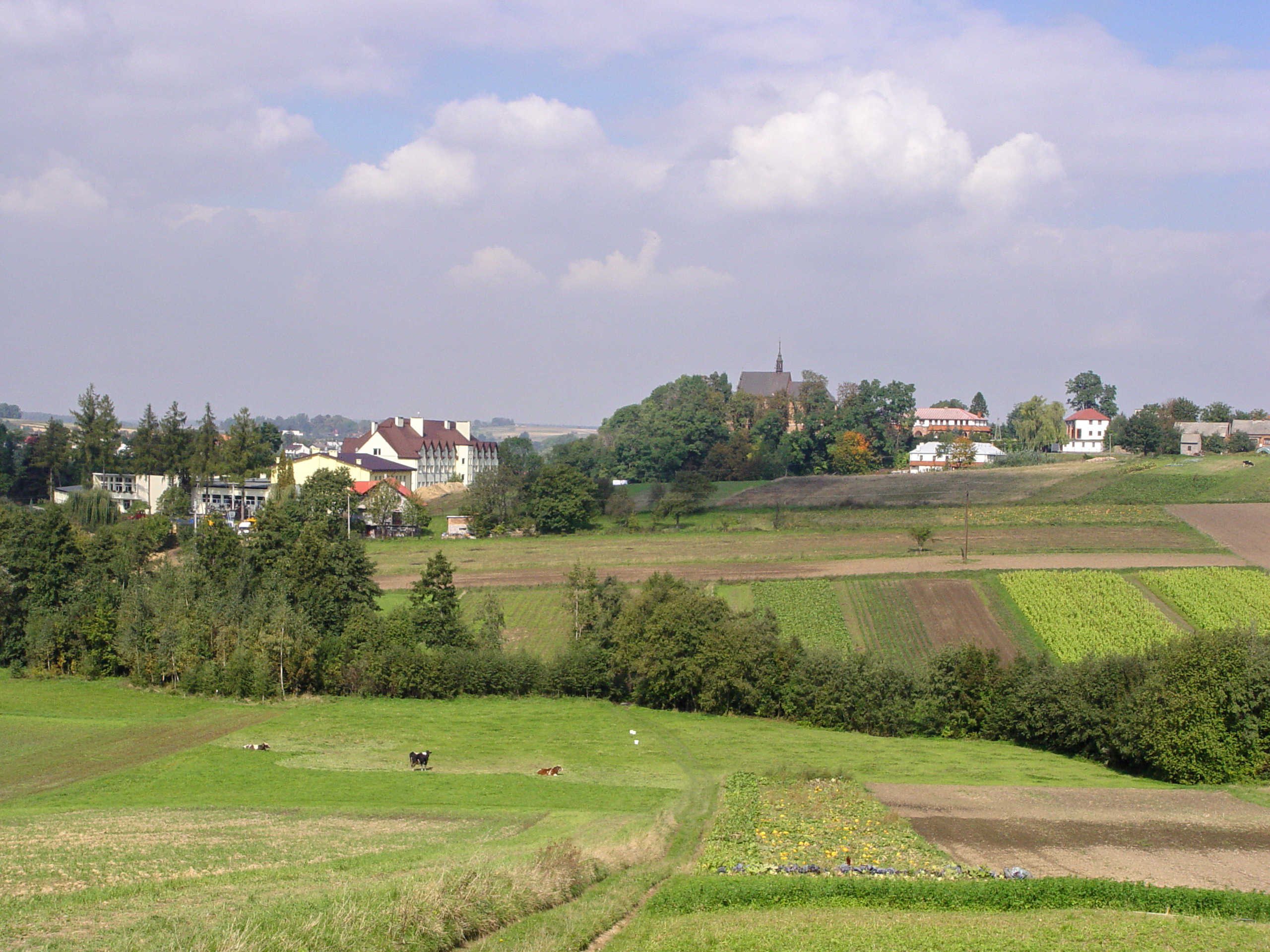
Вид села

Высёлек-Любожи́цки (пол. Wysiołek Luborzycki) — село в Польше в сельской гмине Коцмыжув-Любожица Краковского повета Малопольского воеводства

## География
Село располагается в 18 км от административного центра воеводства города Краков.
В 1975—1998 годах село входило в состав Краковского воеводства.

## Население
По состоянию на 2013 год в селе проживало 572 человек.
| 2010 | 2013 |
| ---- | ---- |
| 613  | 572  |

| Перепись  | Всего   | Всего | Женщины | Женщины | Мужчины | Мужчины |
| --------- | ------- | ----- | ------- | ------- | ------- | ------- |
| Единицы   | человек | %     | человек | %       | человек | %       |
| Население | 572     | 100   | 290     |         | 282     |         |

## Достопримечательности
- Церковь Воздвижения Креста Господня — памятник культуры Малопольского воеводства[4];